# Dörte Lindner
Dörte Lindner (Rostock, Alemania, 22 de marzo de 1974) es una clavadista o saltadora de trampolín alemana especializada en trampolín de 3 metros, donde consiguió ser medallista de bronce olímpica en 2000.

## Carrera deportiva
En los Juegos Olímpicos de 2000 celebrados en Sídney (Australia) ganó la medalla de bronce en los saltos desde el trampolín de 3 metros, con una puntuación de 574 puntos, tras las saltadoras chinas Fu Mingxia (oro con 609 puntos) y Guo Jingjing (plata con 597 puntos).